# Josef Čapek
Josef Čapek (født 23. marts 1887 i Hronov i regionen Hradec Králové, Østrig-Ungarn; død af tyfus april 1945 i Bergen-Belsen koncentrationslejr) var en tjekkisk maler, tegner, grafiker, fotograf og forfatter, repræsentant for den tjekkiske kubisme. Han var bror til forfatteren Karel Čapek.
Čapek blev uddannet i Prag og Paris; en periode i 1911 var han medlem af kunstnergruppen Skupina výtvarných umělců ('En gruppe billedkunstnere').
Josef og Karel Čapeks virksomhed i 1930'erne førte dem begge på kant med det fra 1933 herskende nazistiske styre efter 'Machtergreifung'.
1938 forbød det tyskorienterede regime i Tjekkoslovakiet opførelse af Karel Čapeks dramaer. September 1939 blev Josef Čapek arresteret og sendt til flere forskellige koncentrationslejre, sidste gang februar 1945 til Bergen-Belsen, hvor han i april døde af tyfus.
Ordet robot blev lanceret af Josef Čapek og populariseret i Karel Čapeks skuespil fra 1920 R.U.R ('Rossumovi Univerzální Roboti', dvs. Rossums Universelle Robotter).
| - Selvportrætter - 1912 - 1918 - Som zinkografi - 1920 - Ved staffeliet, 1930 |

| - Værker af Josef Čapek - Harmonikaspiller, 1913 - Piják (dranker?) 1913 - Afrikansk konge, 1920 - Landskab i regn, 1928 - Flyvemaskine, 1929 - Drenge med ged, 1936 - Syngende piger, 1936 - Hra, spil, leg, 1937 - Mor med barn |

| - Brødrene Josef og Karel Čapek - Monument for brødrene Josef og Karel Čapek, 1966-69 I byen Malé Svatoňovice (sv) - Brødrene Čapek ved et radioapparat, senest 1938 |